# Международное похищение детей
Международное похищение детей — незаконный вывоз ребенка из государства его постоянного проживания и удержание его в другой стране одним родителем вопреки воле другого родителя.
Законы различных государств, регулирующие семейные отношения, и в частности, осуществление родительских прав, различаются. Известны случаи, когда в разных странах по одному и тому же вопросу принимались взаимоисключающие судебные решения. Одним из таких примеров является получившее значительный общественный резонанс дело Ирины Беленькой. У гражданки России Ирины Беленькой и отца-француза, Жан-Мишель Андре, в 2005 году в Москве родилась дочь Лиза. Семья жила во Франции. В 2007 году отношения между супругами испортились и в ноябре этого года Жан-Мишель обратился во французский суд с иском о расторжении брака, при этом он просил суд запретить выезд дочери за пределы Франции без согласия обоих родителей. Суд удовлетворил эту просьбу отца. Однако в декабре 2007 года Ирина тайно вывезла дочь в Россию.
Французский суд установил факт нарушения Ириной постановления суда о незаконном вывозе ребенка и определил, что девочка должна жить с отцом. Жан-Мишель приехал в Россию и попытался уговорить Ирину вернуть ребенка во Францию, однако получил отказ. Российские правоохранительные органы также отказали ему в исполнении
решения французского суда. Тогда в сентябре 2008 года Жан-Мишель забрал ребенка во время прогулки девочки с няней и увез ее во Францию. Затем, в марте 2009 года, Ирина второй раз организовала похищение дочери. После этого её объявили в международный розыск, и она была арестована на границе в Венгрии, а дочь была передана приехавшему в Венгрию отцу. В октябре 2012 года исправительный суд города Тараскон приговорил Ирину Беленькую за похищение ребенка к двум годам тюремного заключения условно.
Поэтому для правового регулирования вопросов международного похищения детей 25 октября 1980 года в Гааге была заключена Конвенция о гражданско-правовых аспектах международного похищения детей, членами которой являются более чем 90 стран. Она предусматривает специфическую процедуру, посредством которой компетентные органы государства, в которое был перемещен ребенок, обязываются выдать предписание по его возвращению. Взаимодействие между государствами по вопросу похищения детей осуществляется через центральные органы государств (например, в России таким центральным органом определено Министерство образования и науки РФ).
Конвенция вступила в силу для России 1 октября 2011 года. Российский суд в соответствии с Конвенцией не может требовать возвращения ребенка из иностранного государства, для этого необходимо обратиться в суд иностранного государства. 
Иногда дела о международном похищении детей доходят до ЕСПЧ. Так 18 сентября 2019 года ЕСПЧ вынес постановление по жалобе Владимира Ушакова, который требовал возвращения его дочери обратно в Финляндию из России, куда ее увезла его бывшая жена без согласия. Районный суд финского города Вантаа после окончания процесса по расторжению брака определил право совместной опеки заявителя и его бывшей супруги в отношении их общего ребенка. Бывшая супруга заявителя отказывала в возвращении ребенка на основании того, что заявитель страдает психическим расстройством, а также ссылалась на необходимость медицинского лечения дочери, которое ей может быть обеспечено только в России. Однако доказательств, свидетельствующих о наличии психического расстройства у заявителя, предоставлено не было. Российские суды отказали Ушакову в иске о возврате дочери. По этому делу ЕСПЧ констатировал нарушение Россией права на уважение семейной жизни, гарантированного статьей 8 Европейской конвенции о правах человека. 
В деле «Шоу против Венгрии» после развода бывшая супруга живущего во Франции гражданина Ирландии Джеймса Шоу, гражданка Венгрии, увезла ребенка из Франции в Венгрию, нарушив тем самым порядок осуществления прав опеки заявителя в отношении его дочери, установленный судебным решением. В марте 2008 году Шоу подал иск в суд Венгрии с требованием о возвращении дочери обратно во Францию. Однако ввиду затянувшихся судебных процессов, направленных на возврат дочери, заявитель не имел фактической возможности встретиться с ребенком в течение трех с половиной лет. По этому делу ЕСПЧ нарушение Венгрией статьи 8 Европейской конвенции о правах человека, обратив внимание на отсутствие «особых» обстоятельств, которые бы подтвердили затяжной характер рассмотрения дела.